# Wietze
Wietze ist eine Gemeinde mit über 8000 Einwohnern im Landkreis Celle in den südlichsten Ausläufern der Lüneburger Heide in Niedersachsen.

## Geografie
Die Gemeinde liegt etwa 20 km westlich von Celle, 40 km nördlich von Hannover und 15 km östlich von Schwarmstedt. Zur Gemeinde Wietze gehören die Ortsteile Hornbostel, Jeversen und Wieckenberg.
Der Fluss Wietze fließt kurz vor seiner Mündung in die Aller durch den Ort Wietze.

## Geschichte
Durch eine Ansiedlung von Bauernhöfen entwickelten sich zwischen dem Fluss „wizene“ und der heutigen Bundesstraße B214 die heutigen Ortsteile Wietze und Steinförde. Der Ort „Steinförde“ wurde rund 50 Jahre vor der ersten schriftlichen Erwähnung von „Wietze“ genannt. Der Name soll auf die Wietzedurchfahrt am Gerichtsstein (= „Steinfuhrt“) zurückgehen. Am 17. Oktober 1928 wurden Wietze und Steinförde unter dem Namen „Wietze“ zusammengelegt. Durch eine Gebietsreform kamen am 1. Januar 1973 die heutigen Ortsteile Wieckenberg, Jeversen und Hornbostel hinzu. In Steinförde befand sich von 1912 bis 1923 ein Kalibergwerk.
Am 9. April 1945 verhinderten zwei Arbeiter der DEA die Sprengung der erst ein Jahr zuvor errichteten Allerbrücke bei Jeversen durch die Wehrmacht. Nachdem die erste Sprengung gescheitert war, wurde die Brücke am 10. April gesprengt. Kurzzeitig konnte die Wehrmacht damit den Vormarsch der britischen Armee verzögern. Noch im April wurde die Brücke durch die Briten provisorisch hergerichtet. Später wurde eine neue Brücke errichtet, die am 23. Mai 1953 eröffnet wurde. Da die neue Brücke nach 13 Jahren baufällig war, wurde eine neue Brücke gebaut und 1968 eingeweiht.

### Wietze und Erdöl

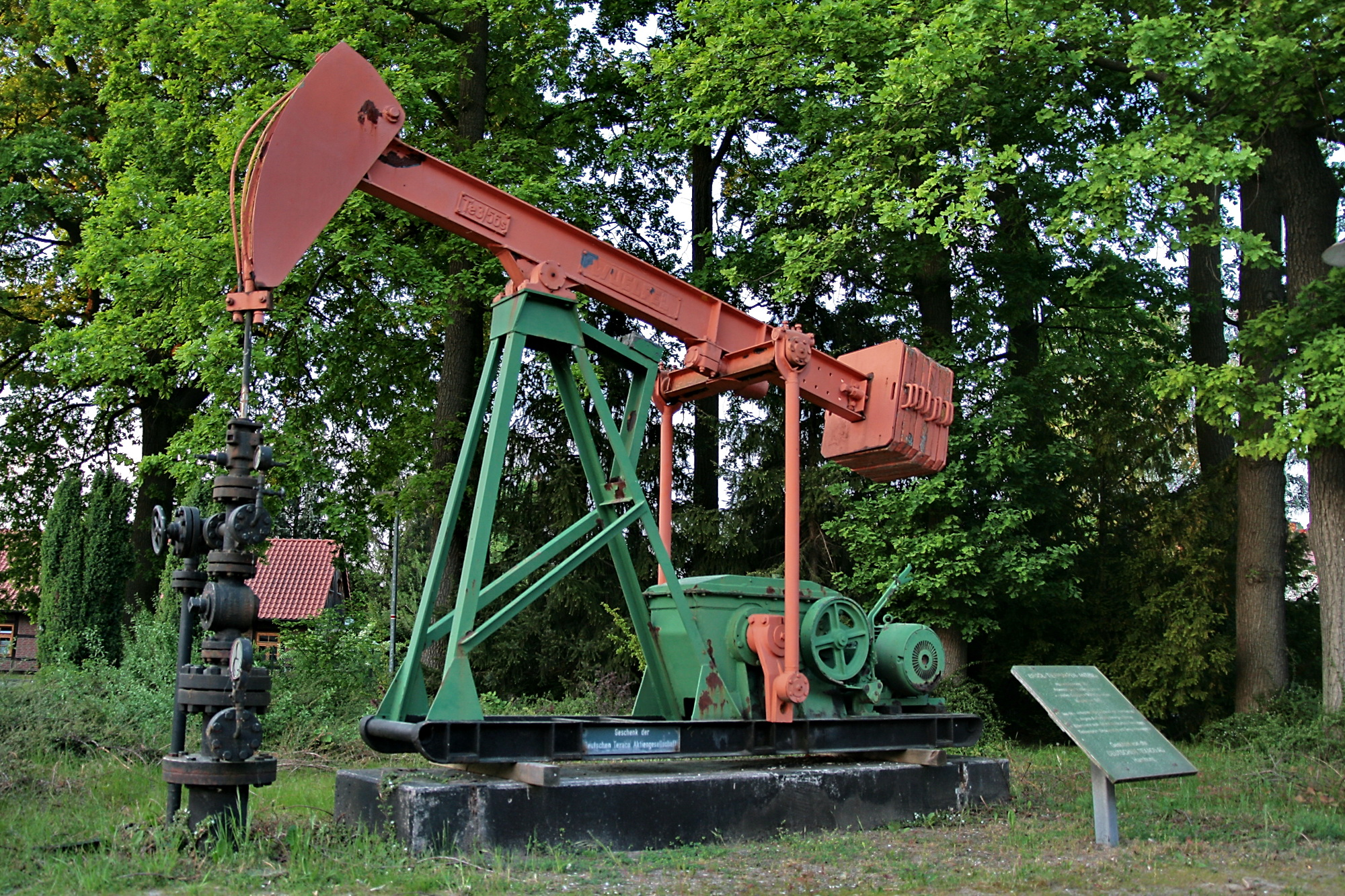
Erdöl-Tiefpumpen-Antrieb einer Erdölpumpe in Wietze

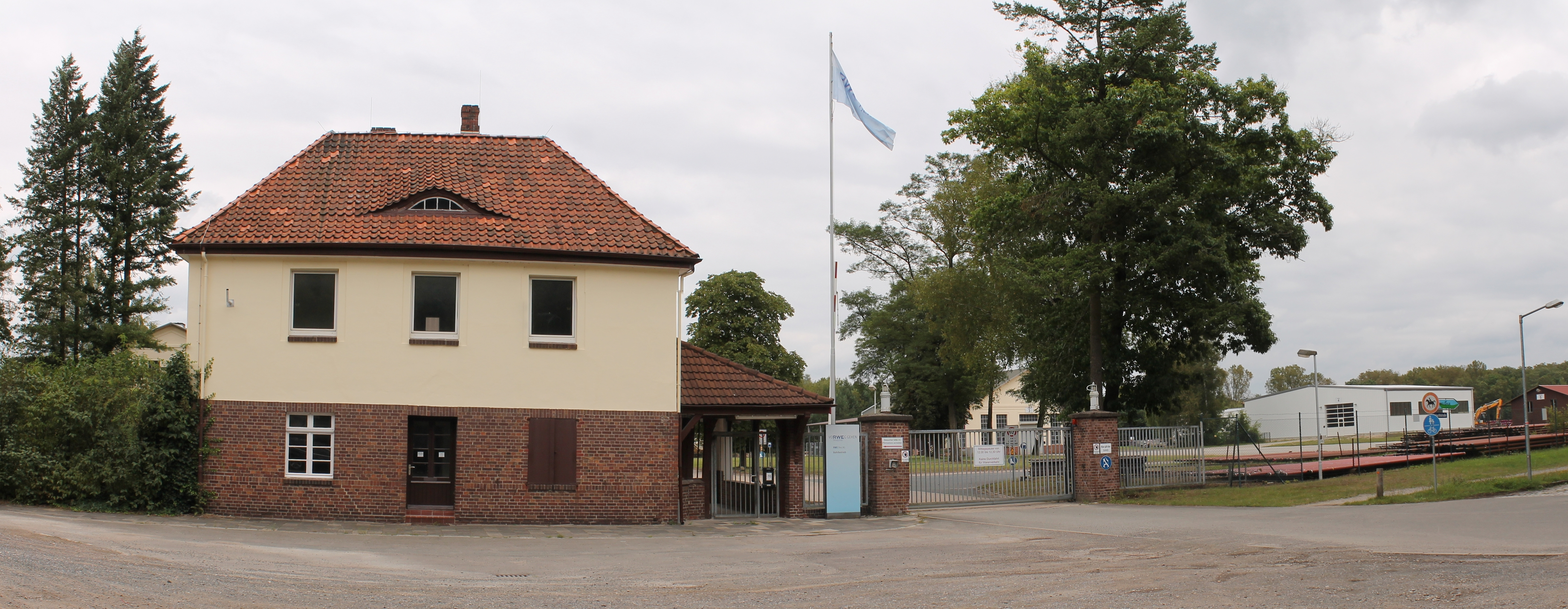
Eingang des ehemaligen Erdölbergwerks Wietze, jetzt DEA Bohrbetrieb

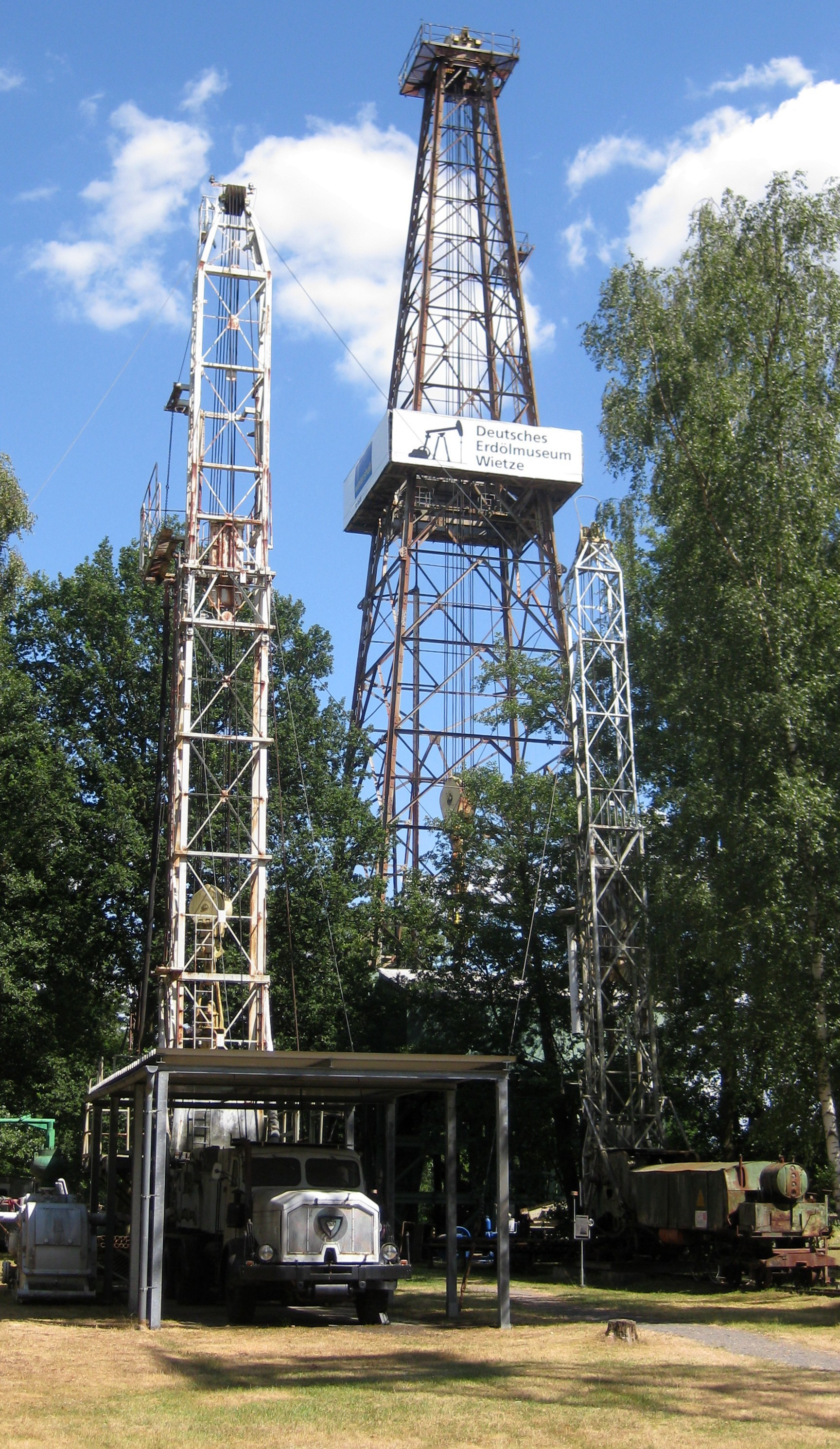
Ölbohrturm im Erdölmuseum Wietze

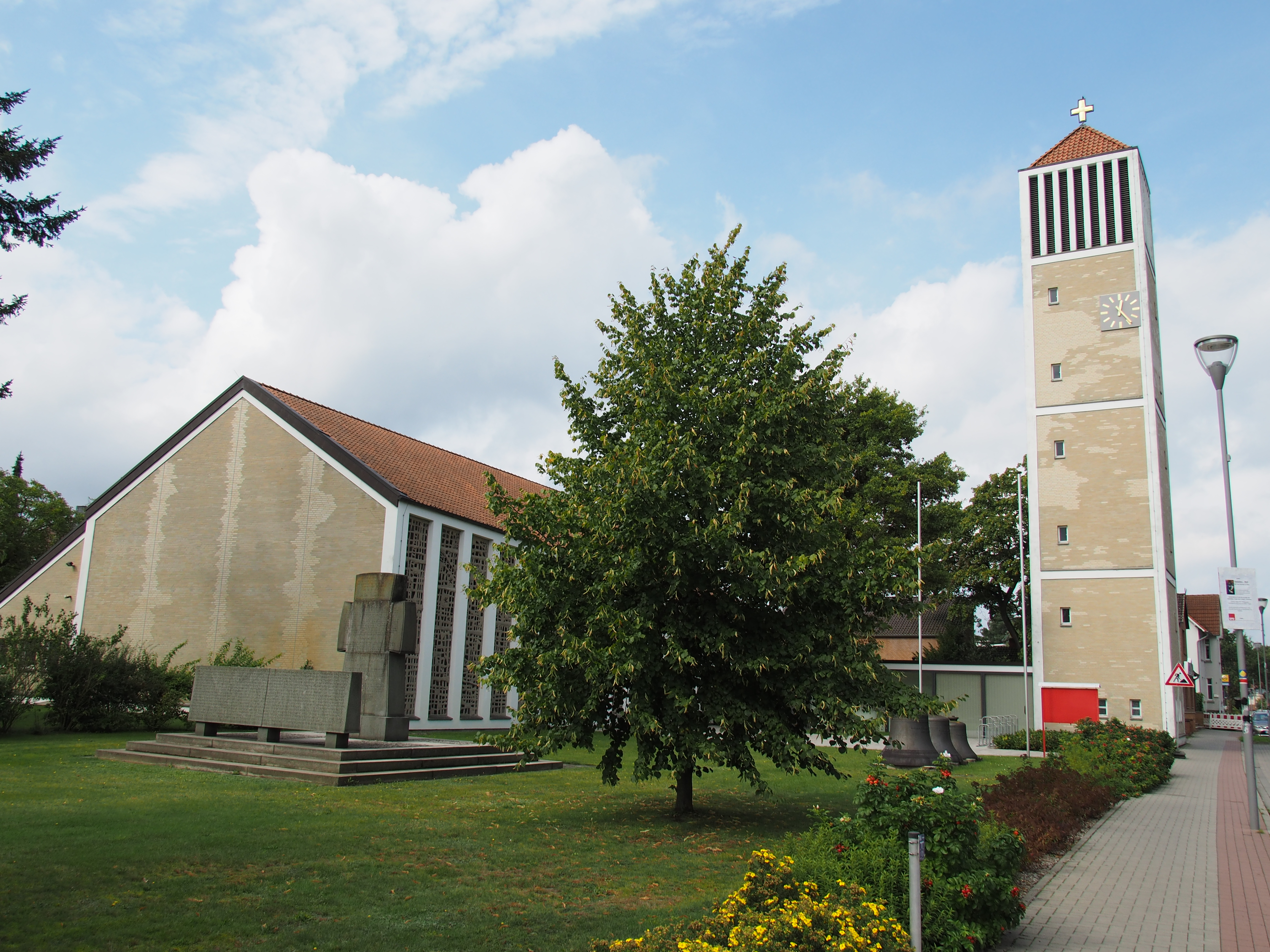
Ev.-luth. Kirche St. Michael

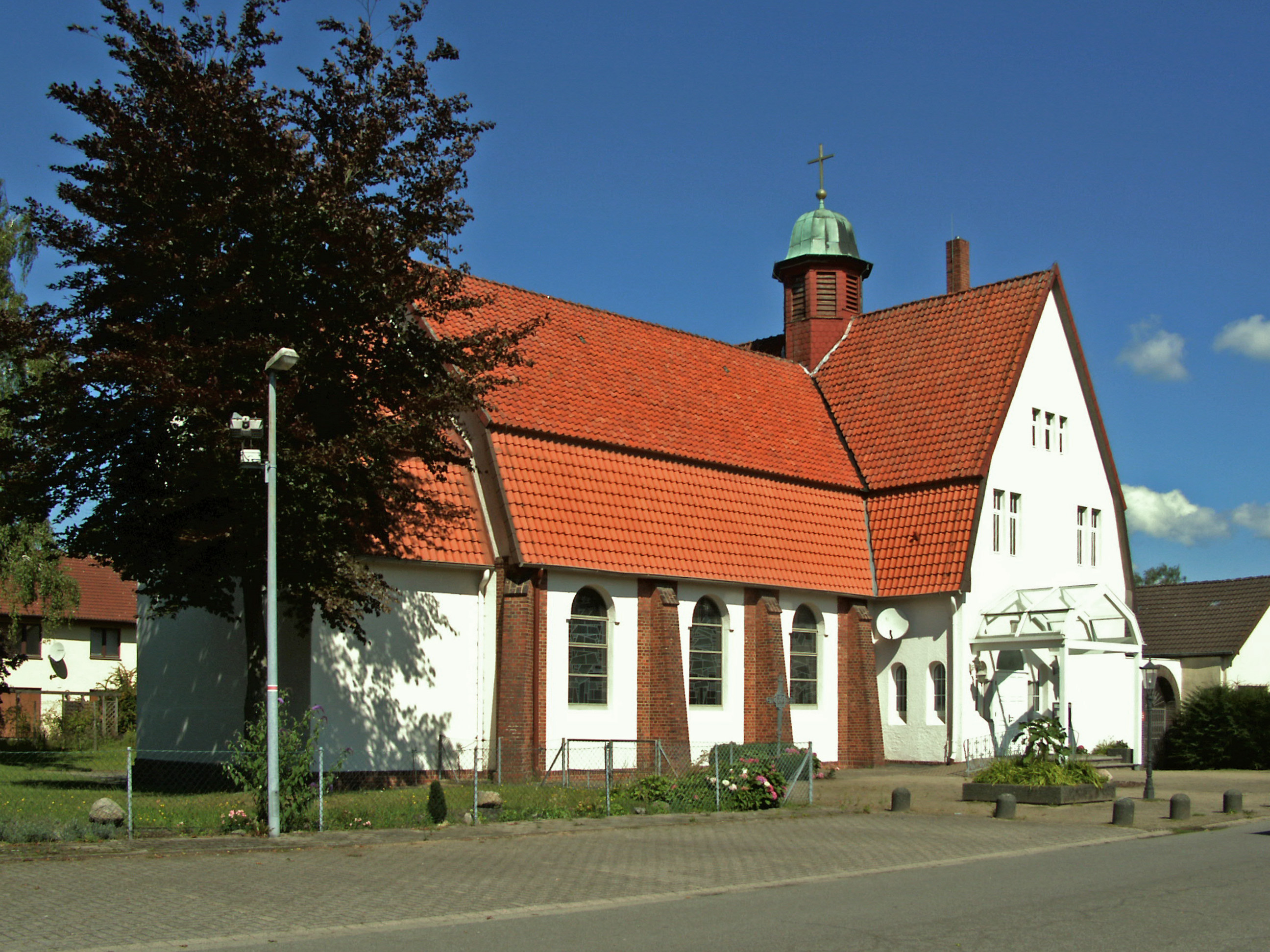
Römisch-Katholische Kirche

In Wietze wurde urkundlich belegt seit 1652 ein schweres Erdöl aus obertägigen Teerkuhlen gewonnen. Das Teergraben konnte aufgrund des hohen Grundwasserspiegels in der Wietze-Niederung nur in den trockenen Sommermonaten erfolgen. Anfang des 19. Jahrhunderts bestanden in Wietze mehrere Teerkuhlen entlang der sogenannten Trift am südlichen Dorfrand. Was aus der Erde kam, wurde Smeer oder Satansspeck genannt und vielfältig genutzt: als Wagenschmiere, Holzschutzmittel, Dichtungsmaterial im Schiffbau, Abdeckung von Schäden an Obstbäumen und zur Versorgung von Wunden von Tieren und Menschen. In den 1830er-Jahren wurde versucht, aus dem Teer Asphalt zu gewinnen.
Mitte des 19. Jahrhunderts wurde die Königlich Hannoversche Regierung auf der Suche nach Rohstoffen auf die „Erdölquellen“ in Wietze aufmerksam. Ende Juli 1858 fand unter Leitung von Georg Christian Konrad Hunäus eine der ersten Erdölbohrungen weltweit am Rande der seit 1652 belegten sog. Wallmannschen Teerkuhle statt. Eigentlicher Anlass für die Bohrung war die Suche nach Braunkohle, da man eine Vergesellschaftung der Rohstoffe Erdöl und Kohle vermutete. Die Bohrung musste allerdings in einer Teufe von 35,6 m erfolglos abgebrochen werden, da ein eiszeitliches Geschiebe im Untergrund nicht überwunden werden konnte. Aus dem Bohrloch wurde in der Folgezeit wohl in größeren Mengen als zuvor Erdöl durch den Teerkuhlenbesitzer Wallmann gefördert. Im Gegensatz zur Bohrung 1859 in Titusville, Pennsylvania, die einen kommerziellen „Ölrausch“ auslöste, geschah Vergleichbares in Wietze zu diesem Zeitpunkt noch nicht, vermutlich da das Vorkommen an dieser Stelle schon lange bekannt war.
Erst 1899 brach das Ölfieber in Wietze aus, als bei der ersten Bohrung auf der sog. Teufelsinsel nördlich des Flüsschens Wietze (die Teerkuhlen lagen alle südlich davon) in einer Tiefe von inzwischen 140 m freifließendes Erdöl an die Erdoberfläche drückte. Es wurden 2536 Tonnen Erdöl gefördert, 1900 waren es schon über 27.000 Tonnen. 1905 waren bereits 32 konkurrierende Unternehmen in Wietze tätig. Der Transport des Erdöls erfolgte anfangs in Holzfässern auf Pferdefuhrwerken nach Celle und Schwarmstedt und von dort mit der Eisenbahn weiter zu den Raffinerien nach Hamburg und Bremen. 1903 wurde die Eisenbahnstrecke zwischen Celle und Schwarmstedt, die Allertalbahn, fertiggestellt. An der Bahnstrecke in unmittelbarer Nähe der ältesten Teerkuhle wurden die damals größten Erdöltanks Europas mit einem Fassungsvermögen von je 11.000 m³ errichtet. Da auf der Aller kein wirtschaftlicher Schiffsverkehr möglich war, wurde ab 1908 der Fluss von Celle bis zur Leinemündung kanalisiert. Es wurden vier Staustufen mit Schleusen gebaut und die Fahrwassertiefe von ehemals 0,5 m auf über 1,5 m angehoben. Die Schleusen waren 165 m lang und 10 m breit. Die Tankschiffe mit 48,5 m Länge und 7,2 m Breite konnten 330 Tonnen laden. Wegen der vielen engen Schleifen der Aller waren keine größeren Schiffe möglich. In Wietze wurde von der Deutschen Vacuum Oil Company ein Verladepier mit zwei Lagertanks von je 4000 m³ errichtet. 1909 wurden rund 21.000 Tonnen Rohöl mit Schiffen von Wietze nach Bremen transportiert. Die Ölverladestelle in Wietze bestand bis Mitte der 1920er Jahre.
Der Ölboom veränderte das Heidedorf Wietze innerhalb weniger Jahre. Die Infrastruktur wurde erheblich verbessert (Straßenausbau, „Ölbahn“, Ausbau der Aller, Elektrifizierung), es entstanden zahlreiche Hotels und Geschäfte und die Einwohnerzahl erhöhte sich deutlich. In Wietze wurde 1904 sogar eine Raffinerie gebaut, deren Kapazität sich schon bald als zu gering erwies. Die Anzahl der Bohrbetriebe nahm so rasch zu, dass die meisten Arbeitskräfte keine Dauerwohnung im Ort fanden; der Anteil der Pendler betrug 90 Prozent. Ab 1908 entstand in Steinförde eine Arbeiterkolonie (Neu-Wietze) mit einer Vielzahl gleicher Wohnhäuser, die von der 1906 gegründeten Deutschen Mineralöl-Industrie AG gebaut wurde. Ab 1909 wurde Wietze vom Dampf- und späteren Wasserkraftwerk in Oldau (heute Ortsteil von Hambühren) mit Strom beliefert, der für den Antrieb der Bohrkräne und Tiefpumpen wichtig war.
Insgesamt waren in Wietze 52 Gesellschaften tätig, von denen 24 in der Deutschen Tiefbohr AG (später: Deutsche Erdöl AG = DEA) aufgingen. Wietze deckte zeitweise 80 Prozent der deutschen Inlandsnachfrage. Die Suche nach Erdöl wurde im Zuge des Ersten Weltkriegs noch intensiviert.

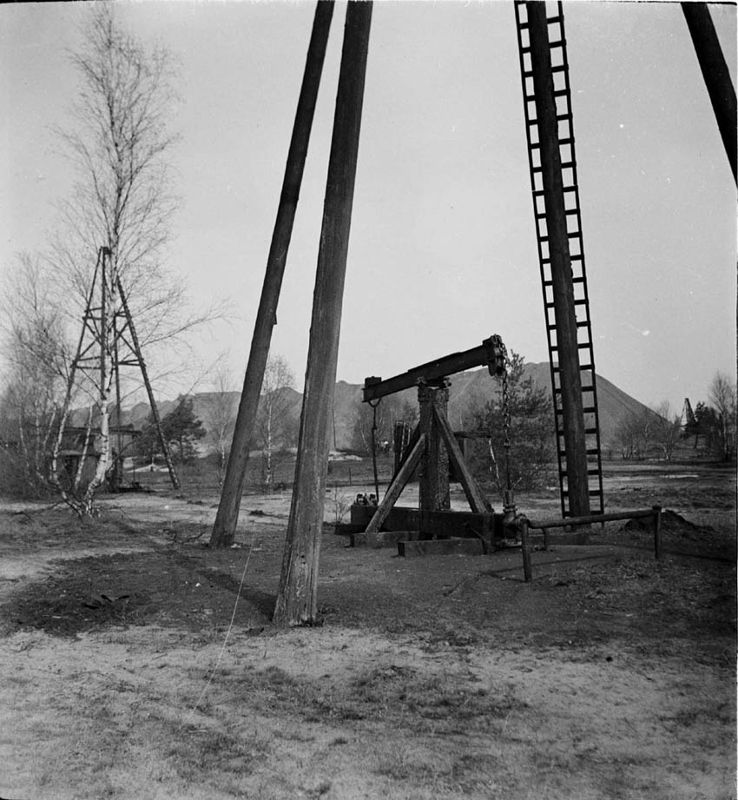
„Bohrtürme, Pumpe und Ölsandkippe in Wietze“;
Fotografie vom 21. April 1935 von dem Ökologen Max Hugo Weigold; Historisches Fotoarchiv der Naturkunde des Niedersächsischen Landesmuseums Hannover

Im „Geographischen Anzeiger“ heißt es 1934: „Die Belegschaft des Werkes Wietze beträgt etwa 900 Mann, von denen viele aus dem weiteren Umkreis, meist auf Rädern, zur Arbeitsstelle kommen. Andere wohnen in einer ausgedehnten Siedlung um Wietze.“
Bis zur endgültigen Stilllegung aller Betriebe 1963 aus wirtschaftlichen Gründen gab es in Wietze 2028 Bohrungen (etwa 1600 erfolgreiche) und ein Bergwerk mit einem Streckennetz von über 95 km Länge in Tiefen zwischen 222 und 246 m. Im Bergwerk wurden von Bergleuten (in der Region auch Ölmuckel genannt) zwischen 1918 und 1964 etwa eine Million Tonnen Erdöl aus Ölsand in Form von Sickeröl (749.800 t) und Waschöl (214.000 t) gewonnen. Der Entölungsgrad im Ölschacht betrug nahezu 100 % (durch Bohrungen wurden lediglich ca. 16 % erreicht).

Heute erinnern verschiedene Einrichtungen an die rund 100 Jahre dauernde Industriegeschichte in Wietze. Dies sind der etwa 55 m hohe „Ölberg“ – eine frühere Abraumhalde –, ein Lagerplatz, das 1958 eingerichtete Zentrallabor der RWE DEA und vor allem das Deutsche Erdölmuseum, das sich auf einem fast zwei Hektar großen Teilstück des alten Ölfelds befindet und über mehrere originale und noch funktionsfähige Fördereinrichtungen aus der Zeit vor 1930 verfügt.

## Religion
Die evangelisch-lutherischen Einwohner von Wietze waren ursprünglich nach Winsen/Aller eingepfarrt. 1907 wurde dort eine ständige Pfarrkollaboratur mit Sitz in Wietze errichtet, 1910 unter Aufhebung der Kollaboratur eine dritte Pfarrstelle. 1921 wurden die Gemeinden Wietze, Steinförde, Hornbostel, Jeversen und Wieckenberg aus der Kirchengemeinde Winsen ausgegliedert und zur Kirchengemeinde Wietze-Steinförde vereinigt. Die dritte Pfarrstelle ging auf die neue Gemeinde über. 1962 wurde die evangelisch-lutherische Kirche St. Michael erbaut. Im Winter findet der Gottesdienst in der benachbarten Friedhofskapelle statt. Zur Kirchengemeinde gehören auch der Friedhof sowie die Stechinelli-Kapelle im Ortsteil Wieckenberg (siehe Sehenswürdigkeiten). Die Kirchengemeinde gehört zum Kirchenkreis Celle im Sprengel Lüneburg.
Die römisch-katholische Kirche Maria Hilfe der Christen wurde 1910 erbaut, sie gehört heute zur Pfarrgemeinde Heilige Schutzengel in Hambühren. Die Kirchengemeinde ist als Teil der deutschen katholischen Kirche Teil des Bistums Hildesheim.
Die Neuapostolische Kirche, deren Gemeinde bereits seit 1928 in Wietze besteht, gehört zum Kirchenbezirk Hannover-Nordost.

## Politik

### Gemeinderat
Der aktuelle Rat der Gemeinde Wietze hat 21 Ratsmitglieder, die durch eine Kommunalwahl für jeweils fünf Jahre gewählt werden. Stimmberechtigt im Rat ist außerdem der hauptamtliche Bürgermeister.
Bei der letzten Kommunalwahl 2021 ergab sich folgende Sitzverteilung:
| Sitzverteilung ab 2021 im Rat der Gemeinde WienhausenInsgesamt 21 Sitze - SPD: 6 - Grüne: 3 - Unabh.: 1 - CDU: 10 - AfD: 1 |

Die bei den vorherigen Kommunalwahlen ergaben sich die folgenden Sitzverteilungen und Ergebnisse:
| Kommunalwahl | CDU         | SPD        | Grüne      | AfD       | Vondracek 1 | WuW 3     | FDP | WGW 2 | Gesamt   |
| ------------ | ----------- | ---------- | ---------- | --------- | ----------- | --------- | --- | ----- | -------- |
| 2021         | 10 (45,0 %) | 6 (25,5 %) | 3 (14,1 %) | 1 (9,3 %) | 1 (6,1 %)   | –         | –   | –     | 21 Sitze |
| 2016         | 10 (45,4 %) | 7 (33,1 %) | 3 (10,9 %) | –         | 1 (10,6 %)  | –         | –   | –     | 21 Sitze |
| 2011         | 10 (45,5 %) | 7 (29,7 %) | 2 (10,6 %) | –         | 1 (4,8 %)   | 2 (6,8 %) | –   | –     | 22 Sitze |
| 2006         | 9           | 8          | 1          | –         | 1           | –         | 1   | –     | 20 Sitze |
| 2001         | 10          | 8          | –          | –         | –           | –         | 1   | 1     | 20 Sitze |

### Bürgermeister
Bürgermeister ist Wolfgang Klußmann (CDU).

## Kultur und Sehenswürdigkeiten

### Bauwerke

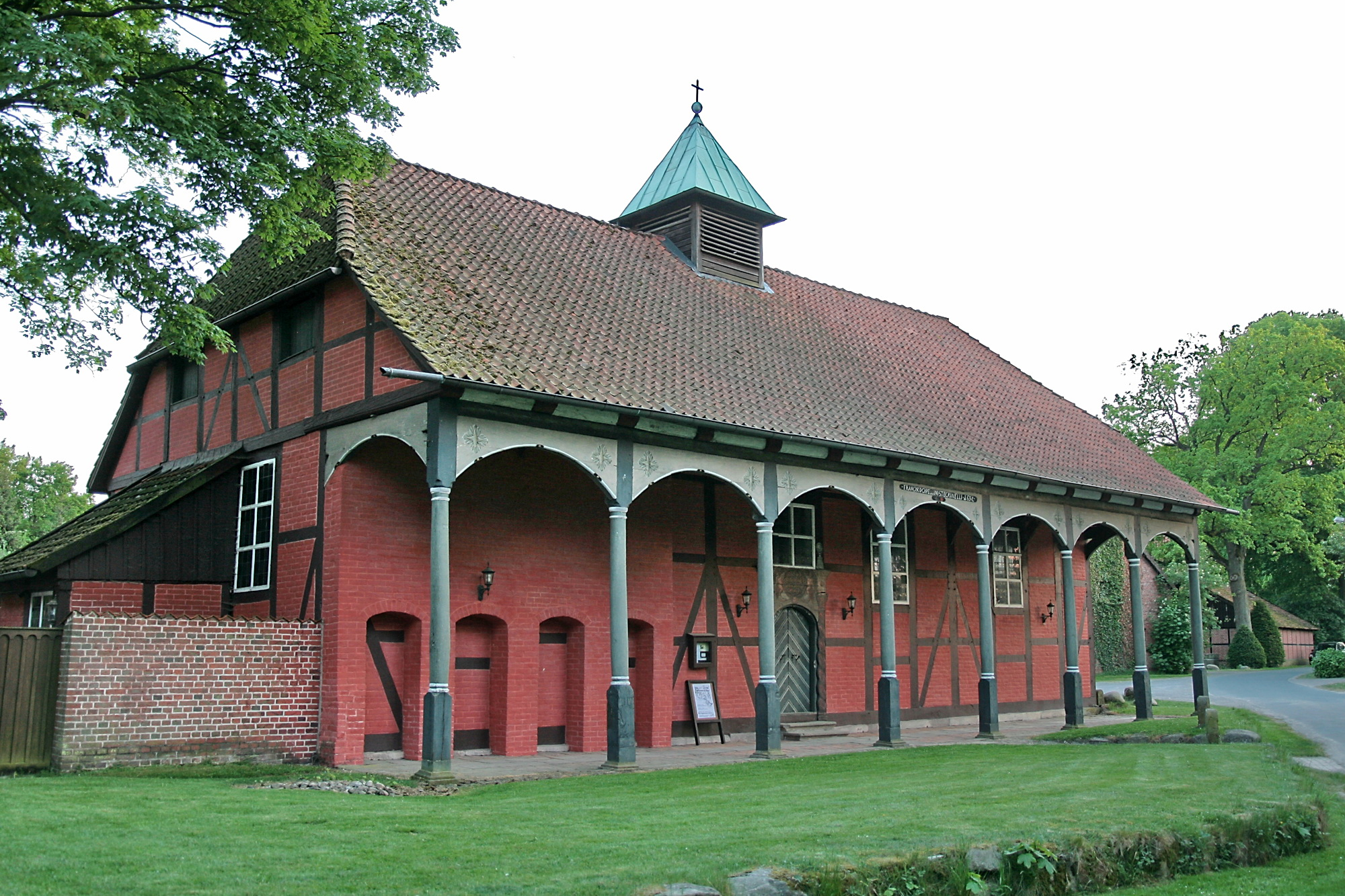
Stechinelli-Kapelle von 1692 in Wieckenberg zu Wietze

Die 1692 erbaute Stechinelli-Kapelle findet sich im Ortsteil Wieckenberg. Sie hat die äußere Gestalt eines Bauernhauses, ist innen jedoch mit einer gut erhaltenen Barockausstattung versehen. Sie wurde 1699 geweiht. Erbauer war Francesco Maria Capellini, genannt Stechinelli (1640–1694), der Hofbankier des Celler Welfenherzogs Georg Wilhelm. Stechinelli hatte als Landdrost 1677 das adelige Gut in Wieckenberg erworben. 1678 wurde er zum General-Erbpostmeister der drei welfischen Fürstentümer Lüneburg, Calenberg und Wolfenbüttel ernannt.
In Jeversen befindet sich das Contidrom, ein Testgelände der Continental AG zum Testen von Fahrzeugreifen.

### Grünflächen und Naherholung
Nördlich von Wietze liegt das Naturschutzgebiet „Hornbosteler Hutweide“, ein 176 ha großes Gebiet, das 2004 unter Schutz gestellt wurde. Man findet hier zum Teil noch gut erhaltene Reste der ehemals typischen Hutelandschaft. Heckrinder, und seit 2009 auch Przewalski-Pferde, übernehmen die Beweidung dieses Teils der Allerniederung.

### Regelmäßige Veranstaltungen
Im Laufe des Jahres finden verschiedene Veranstaltungen statt. Nennenswert sind das jährliche Schützenfest, das Hoffest der Freiwilligen Feuerwehr, der Kartoffelmarkt, die Gewerbeschau, das altertümliche Treiben an der historischen Waldschmiede in Wieckenberg und mehrere Konzerte.

## Wirtschaft und Infrastruktur

### Unternehmen
In Wietze ist ab 2010 in 1,5 km Entfernung vom Ortsmittelpunkt der Geflügelschlachthof Wietze entstanden. Das Unternehmen Celler Land Frischgeflügel betreibt die Anlage, die (Stand 2019) 800 Arbeitsplätze bietet.

### Öffentliche Einrichtungen
Die Gemeinde Wietze unterhält drei Kindertageseinrichtungen sowie eine Grundschule. Es gibt eine Polizeistation.
Zudem gibt es am Ortsrand ein Freibad mit einem 50 m langen Außenbecken und ein Hallenbad mit einem 25 m Becken.
Den vier Freiwillige Feuerwehren gehören rund 150 ehrenamtliche Helfer an, die für den abwehrenden Brandschutz und die allgemeine Hilfe sorgen. Diese Freiwilligen Feuerwehren verfügen über 13 Feuerwehrfahrzeuge. In allen Ortsteilen gibt es eine Jugendfeuerwehr mit insgesamt nahezu 100 Mitgliedern.

### Verkehr
Wietze liegt an der B 214 von Celle über Schwarmstedt nach Nienburg, die sich etwa 10 km westlich von Wietze mit der BAB 7 kreuzt.
Die von Celle über Wietze und Schwarmstedt in Richtung Verden – Bremen führende Bahnlinie (Allertalbahn) wurde am 1. Oktober 1903 eröffnet. Der Personenverkehr endete in Wietze am 25. September 1966, der Güterverkehr am 31. Januar 1985; dann wurden die Gleise rückgebaut.